# 渡辺綾子
渡辺 綾子（わたなべ あやこ、1990年12月19日 - ）は日本の女優。滋賀県東近江市出身。

## 人物
3〜18歳までクラシック・バレエを習い、2009年から演劇を始める。

## 出演(映像)
- こじらせて屋上（2022年4月30日、JiGiY works） - 主演・綾子 役
- 煙とウララ（2022年9月22日、JiGiY works） - 主演・アオイ 役
- 神回（2023年7月21日）中村貴一朗監督 - 梅沢先生 役
- サニーデイ・サービスMV「ロンリー・プラネット・フォーエバー」
- 嬉々な生活(2024年)   -  高妻ちひろ 役
- 大河ドラマ「光る君へ」  - 女官 役(30・34・44話)

## 出演（舞台）

### 2011年
- ルドルフ『ルドルフのまっしろけでゴー』(演出・筒井加寿子)

### 2012年
- 『建築家M』京都舞台芸術協会プロデュース
- kitt『梢をタコと読むなよ』(演出・土田英生)

### 2013年
- 劇団子供鉅人『コノハナ・アドベンチャー2』
- 石原正一ショー『筋肉少女』

### 2021年
- お寿司『桃太郎』